# Ogoa neavei
Ogoa neavei is een vlinder uit de familie spinneruilen (Erebidae), onderfamilie donsvlinders (Lymantriinae). De wetenschappelijke naam van deze soort is voor het eerst geldig gepubliceerd in 1916 door Rothschild.
De soort komt voor in tropisch Afrika.